# دبليو. توماس اندروز
دبليو. توماس اندروز (بالإنجليزية: W. Thomas Andrews)‏ هو سياسي أمريكي، ولد في 8 نوفمبر 1941 في نيو كاسل في الولايات المتحدة. حزبياً، نشط في الحزب الجمهوري. وقد انتخب عضو مجلس ولاية بنسيلفانيا.